# Josef Dvořák
Josef Dvořák (Cseh–Morva Protektorátus, Horní Cerekev, 1942. április 25. –) cseh színész.

## Élete és pályafutása
Karrierjét Kadaňban kezdte, ahonnét Pavel Fiala Ústi nad Labembe a Kladivadlóba vitte át. A Semafor színház külsős színészeként dolgozott 1972. és 1990. között. 1990-ben megalapította saját színházát, Divadelní společnost Josefa Dvořáka. Vodnik szerepét több filmben is eljátszotta.

## Diszkográfia
- 1985 František Nepil - Five wonderful uncles - Bonton Music,CD,
- 1995 Wasserman school Josef Dvorak - Bonton, CD
- 1995 Košlerová - Teddy Bears Stories- Supraphon, CD,
- 1997 Rudolf Čechura - A re Maxipes Fík - Supraphon, CD
- 1997 Jirásek, Dvořák, Fiala - Dvořák v Lucerně - Supraphon, CD
- 1997 Košlerová - Bee Teddies Other Stories - Supraphon, CD,
- 1998 Rudolf Čechura - Wild dreams Maxipes Fík - Supraphon, CD
- 1999 Rudolf Čechura - Maxipes Fík goes the world - Supraphon, CD
- 1999 O vodníkovi Čepečkovi - Supraphon, CD
- 2000 Štíplová - Byla jednou koťata - Supraphon, CD
- 2001 Josef Dvořák - Boříkovy lapálie - Fonia, CD
- 2003 Skoumal - Když jde malý bobr spát. Písničky pro děti - Supraphon, CD, j
- 2004 Josef Dvořák - Gold - Boříkovy lapálie - Popron Music, CD
- 2004 Pohádky z vánočního stromku - Supraphon, CD,
- 2004 Večerníčkův kolotoč pohádek - Supraphon, CD,
- 2004 Košlerová - Včelí medvídci a Pučmeloud - Supraphon, CD,
- 2005 Kytice - Supraphon, 2 CD,
- 2007 Pohádky s pejsky, psy a hafany - Supraphon, CD,
- 2010 Rumcajs, Manka a Cipísek - Supraphon, 3 CD,
- 2011 Don Špagát - Supraphon, CD,